# Angela Bassett
Angela Evelyn Bassett (New York, 16 augustus 1958) is een Amerikaans actrice.

## Biografie

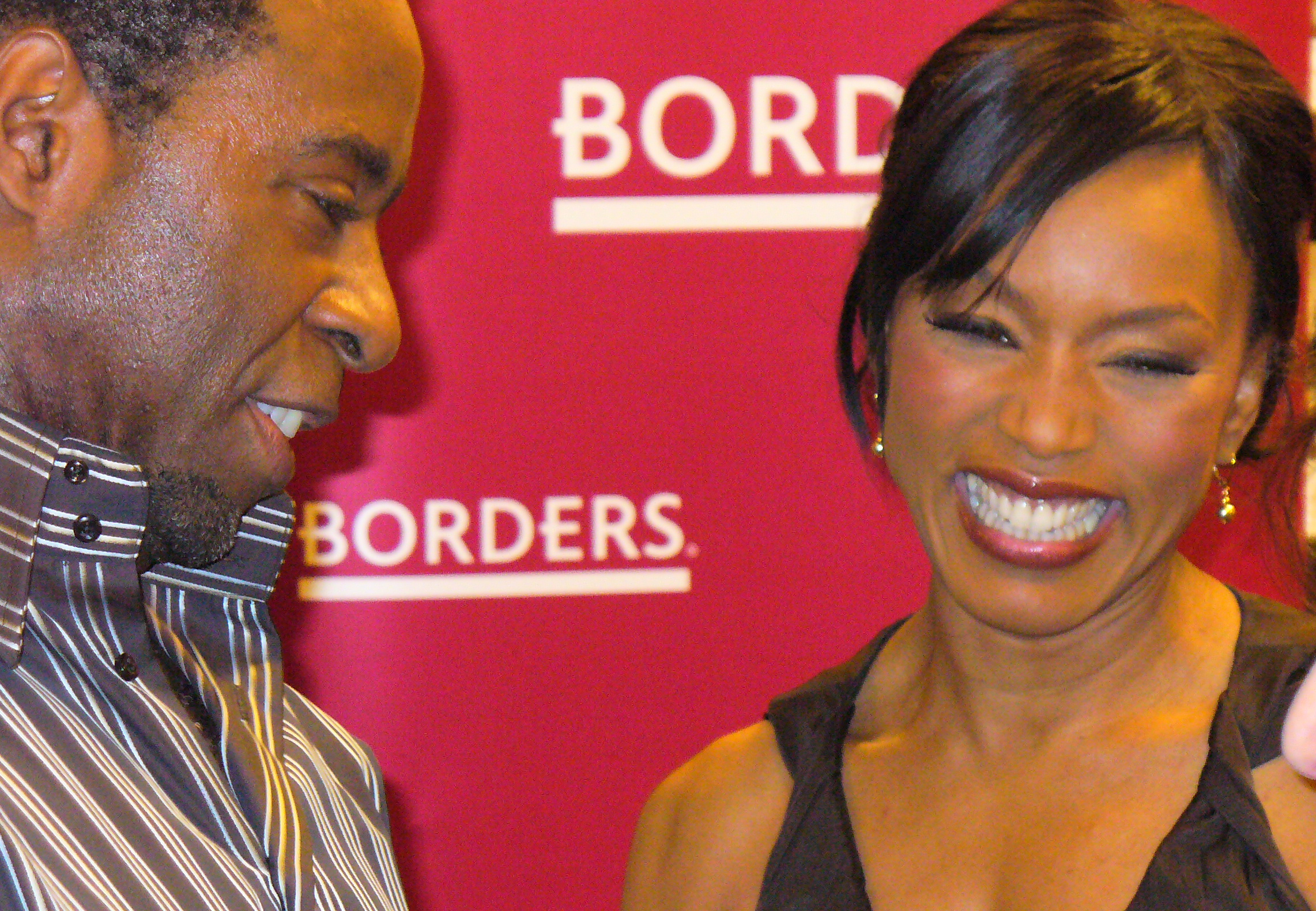
Angela Bassett met haar man Courtney Vance

Angela Bassett werd geboren in New York, waarna ze als kind verhuisde naar Saint Petersburg in Florida. Angela en haar zus D'nette werden opgevoed door hun moeder Betty. Ze verdiende een beurs aan de prestigieuze Yale-universiteit. In 1980 behaalde ze een Bachelor in 'African-American studies' en in 1983 ontving ze een Master in 'Fine Arts' op de Yale School of Drama. Hier ontmoette ze ook Courtney B. Vance, met wie ze uiteindelijk op 12 oktober 1997 zou trouwen. Ze hebben twee kinderen, de tweeling Slater Josiah en Bronwyn Golden, die op 27 januari 2006 werden geboren uit een draagmoeder.

## Carrière
Haar eerste optreden was in de televisiefilm Doubletake (1985). Een jaar later maakte ze haar bioscoopdebuut in de thriller F/X - Murder by Illusion. Daarna speelde ze diverse kleine rolletjes in televisiefilms en series als The Cosby Show, Tour of Duty en Alien Nation. Ze kreeg goede kritieken voor haar rollen in Boyz n the Hood (1991) en Malcolm X (1992). In 1993 won ze de Golden Globe en kreeg een Oscarnominatie voor haar rol als Tina Turner in What's Love Got to Do with It. In 1995 won ze de Saturn Award voor haar rol als Mace in Strange Days. In 1998 speelde ze voor het eerst de ongedeelde hoofdrol, in de film How Stella Got Her Groove Back. Ze heeft verklaard dat ze de rol van Leticia Musgrove in Monster's Ball (waarmee Halle Berry een Oscar won) weigerde, omdat ze het niet eens was met de manier waarop deze prostituee werd neergezet. In 2005 speelde ze een gastrol in de televisiereeks Alias. Ze speelde daarin de CIA-directrice Hayden Chase in het vijfde seizoen.
Op 20 maart 2008 kreeg Angela Bassett een ster op de beroemde Hollywood Walk of Fame.